# Zyfflich

Lage von Zyfflich in Kranenburg

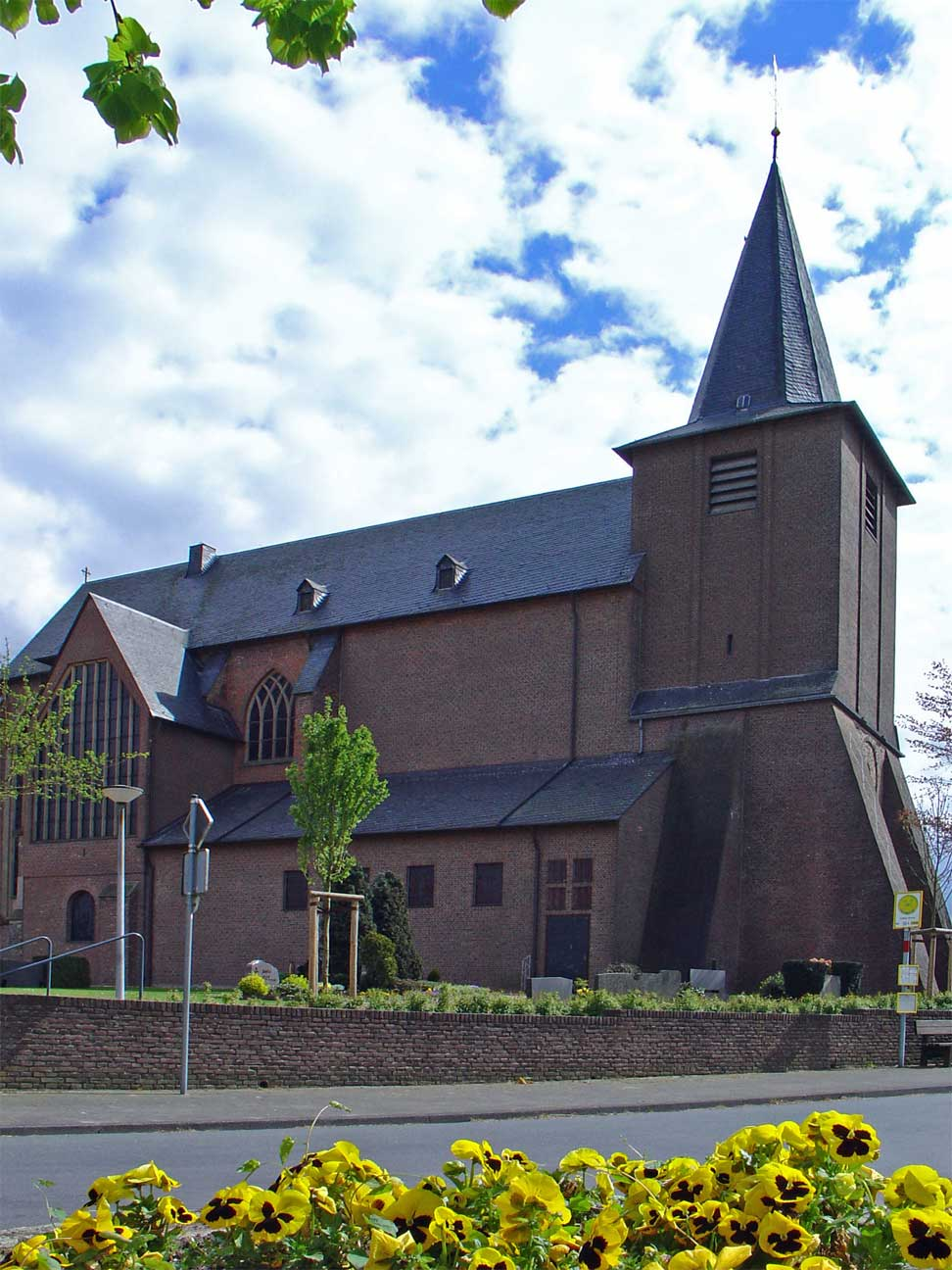
Die Pfarrkirche St. Martin in Zyfflich

Zyfflich ist ein Ortsteil der Gemeinde Kranenburg im Kreis Kleve, Nordrhein-Westfalen. Im Norden, Westen und Südwesten grenzt das Dorf an die Niederlande. Zyfflich liegt somit an der deutsch-niederländischen Grenze, nur etwa drei Kilometer von der niederländischen Stadt Nimwegen entfernt, am westlichen Ende der Gemeinde Kranenburg. Dieses Dorf hat einen erheblichen Anteil niederländischer Staatsangehöriger, die in der Stadt Nimwegen arbeiten.

## Geschichte
Archäologische Funde deuten darauf hin, dass Zyfflich schon in römischer und merowingischer Zeit besiedelt war. Zwischen 1002 und 1021 gründete Graf Balderich von Drenthe hier das Kanonikerstift St. Martin, das dem Heiligen Martin geweiht wurde. Für dieses Stift wurde eine neue Kirche errichtet, von der sich trotz zahlreicher Umbauten im Inneren noch bedeutende Teile erhalten haben. 1436 wurde das Stift nach Kranenburg verlegt. Bei Zyfflich stand vom 16. bis zum frühen 19. Jahrhundert der Adelssitz Haus Germenseel.
1853–55 wurde bei Zyfflich ein Querdamm zum Schutz vor dem Rheinhochwasser errichtet. Im letzten Kriegswinter 1944/45, besonders in der Schlacht im Reichswald, wurde der Ort sehr schwer zerstört. Ein kleiner unbewohnter Teil der Gemeinde Zyfflich westlich des Damms wurde 1949/63 an die Niederlande abgetreten (dazu ausführlicher unter Wyler).
Am 1. Juli 1969 wurde Zyfflich durch das Gesetz zur Neugliederung des Landkreises Kleve nach Kranenburg eingemeindet.

## Kurioses
- Zyfflich ist der letzte Eintrag im deutschen Postleitzahlenbuch.
- In Zyfflich befindet sich der am niedrigsten gelegene Geländepunkt in Nordrhein-Westfalen.
- Von 1794 bis 1810 war Zyfflich das nördlichste Dorf Frankreichs.